# Ryn
Ryn é um município da Polônia, na voivodia da Vármia-Masúria e no condado de Giżycko. Estende-se por uma área de 4,09 km², com 2 865 habitantes, segundo os censos de 2017, com uma densidade de 700,0 hab/km².